# Forteresse de Kiev
Le forteresse de Kiev (en ukrainien : Київська фортеця) est un système de fortifications incluant un musée un hôpital situé à Kiev, en Ukraine. C'est aussi un monument classé.

## Historique

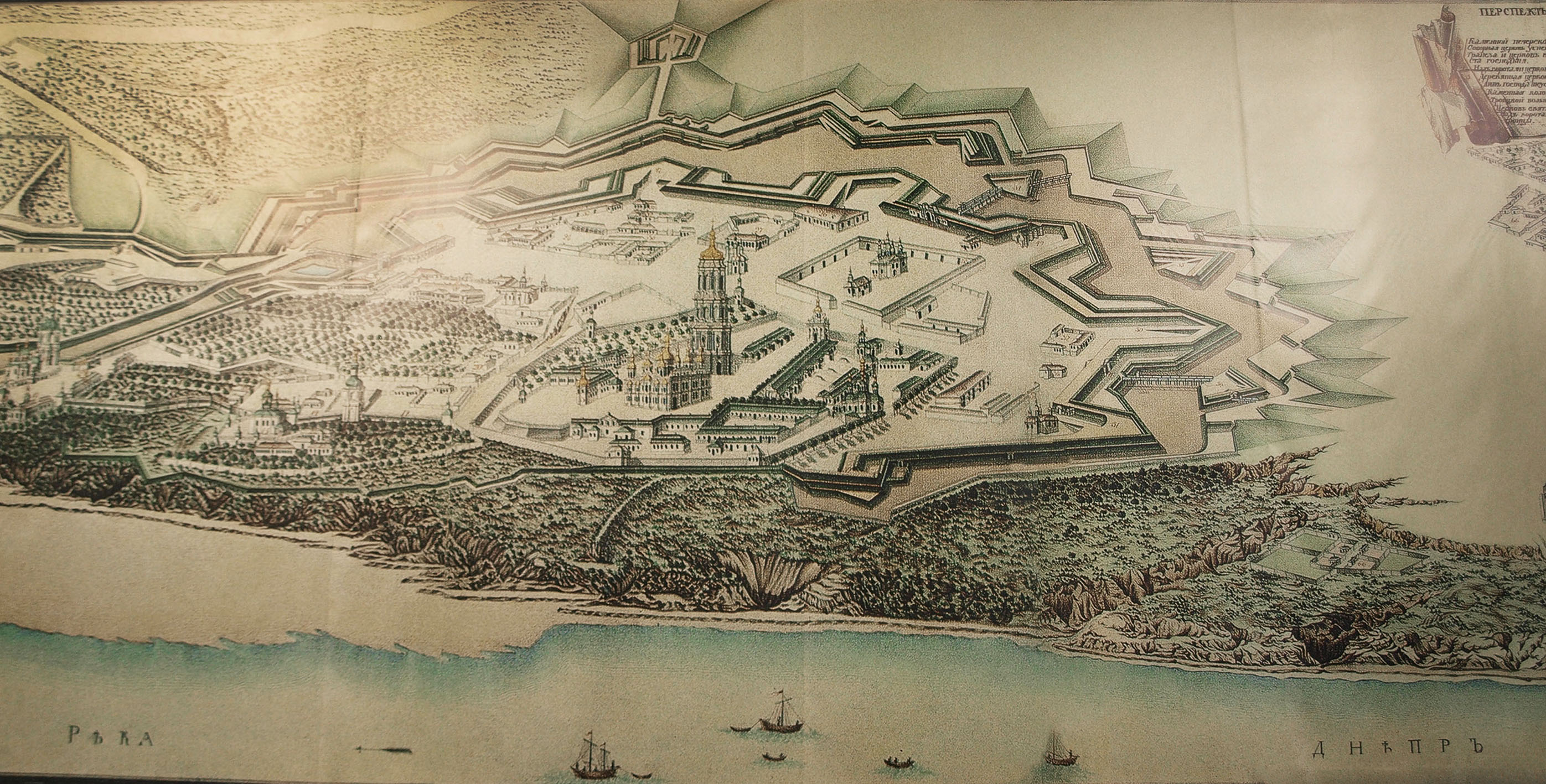
Sur la colline, la forteresse en 1783.

La forteresse édifiée par l'Empire russe a été bâtie du XVIIe au XIXe siècle. Elle a été pensée pour compléter le système défensif qui comprenait les fortifications de Vassylkivka, Pechersk, Lysogorsk, Podil et Zvirynetska.

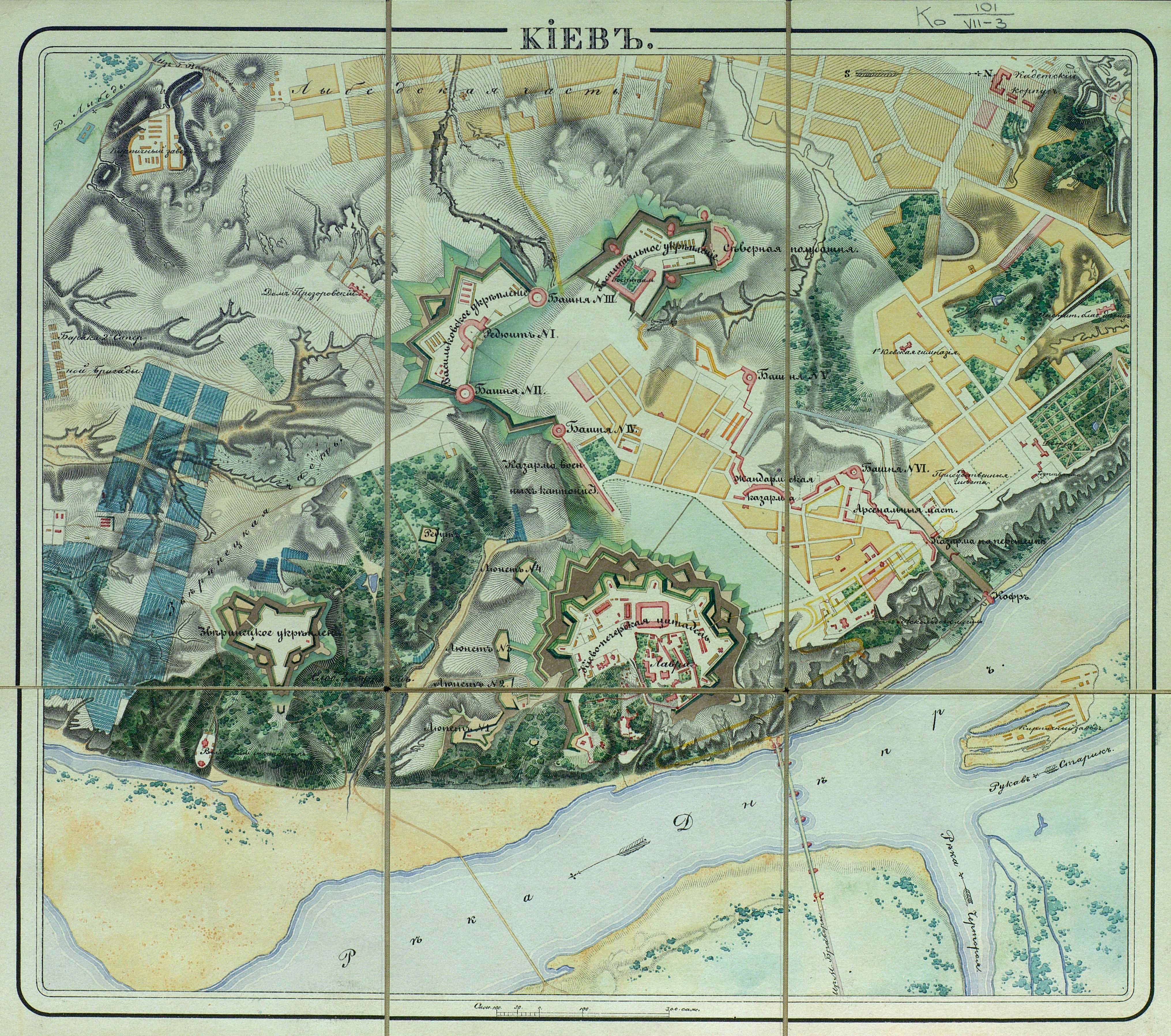
La forteresse sur une carte de 1830

Elle reprend les constructions du VIe siècle de la vieille ville sur la colline de Starokyivska. Cette première fortification tombait en ruine après la bataille contre Batu de 1240. La défense se réoriente sous la domination polono-lituanienne autour du château de Podil. En 1679, l'hetman Samoïlovitch unifiait les différentes parties pour un système unifié de la ville. Une nouvelle phase sous la directive de Pierre Ier le Grand fut dirigée par l'hetman Ivan Mazepa sur le système de Vauban. Dans le cadre de la guerre de Crimée, la forteresse fut remise à niveau, une fortification en terre sur la rive gauche, devant les chaînes sur le fleuve. D'autre constructions qui ne devaient pas résister au nouveaux canons furent rasées, Édouard Totleben vint diriger les travaux.

## Musée
Un musée d'histoire et d'architecture est situé dans l'ancien hôpital de la forteresse. Il fut créé en 1927, un musée fut aussi ouvert dans la caponnière en 1930 dans l'ancienne prison politique. En 1991 les deux musées fusionnent en forteresse de Kiev.

## Galerie d'images

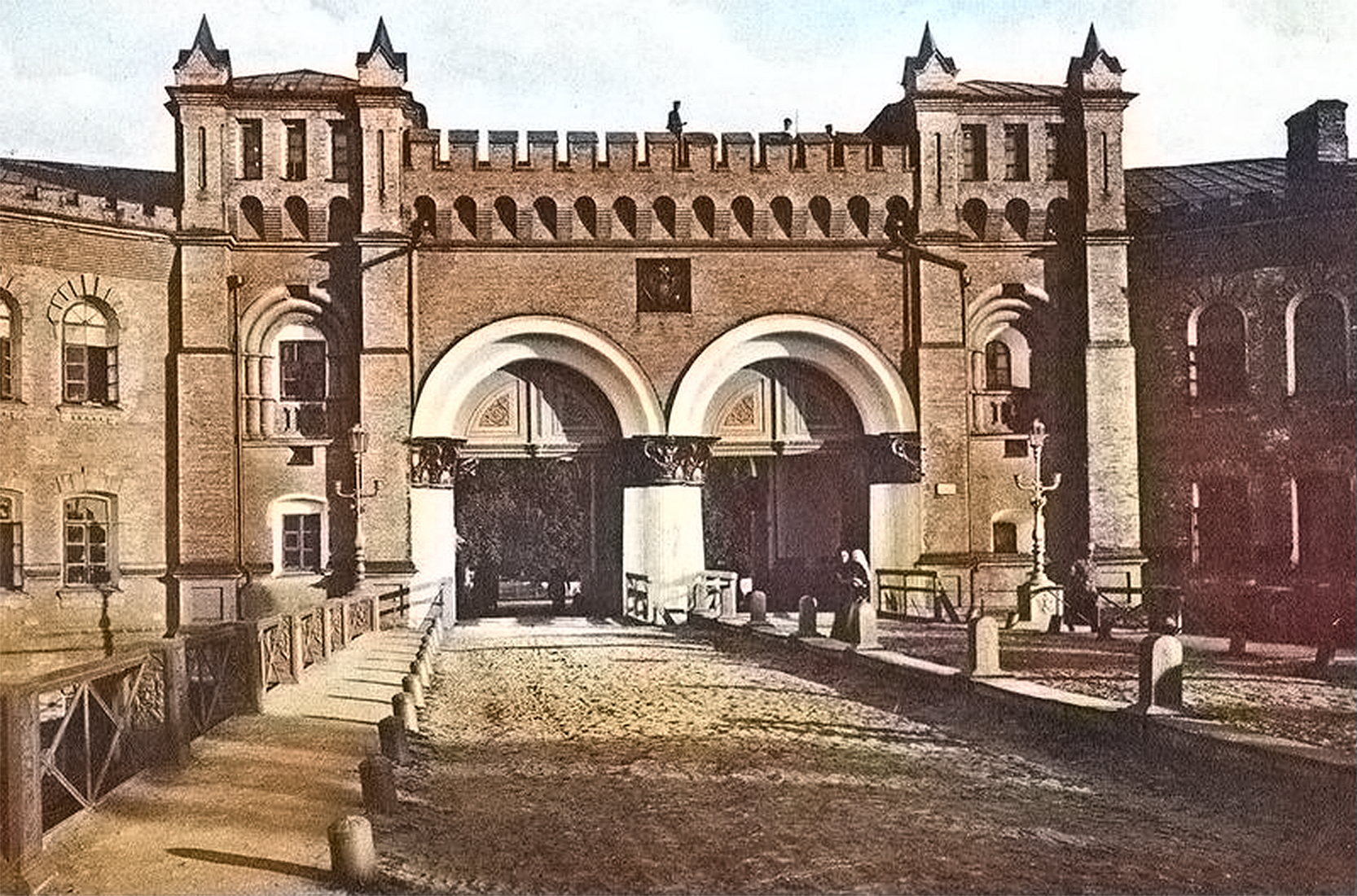
Entrée depuis la rue Ivana Mazepy
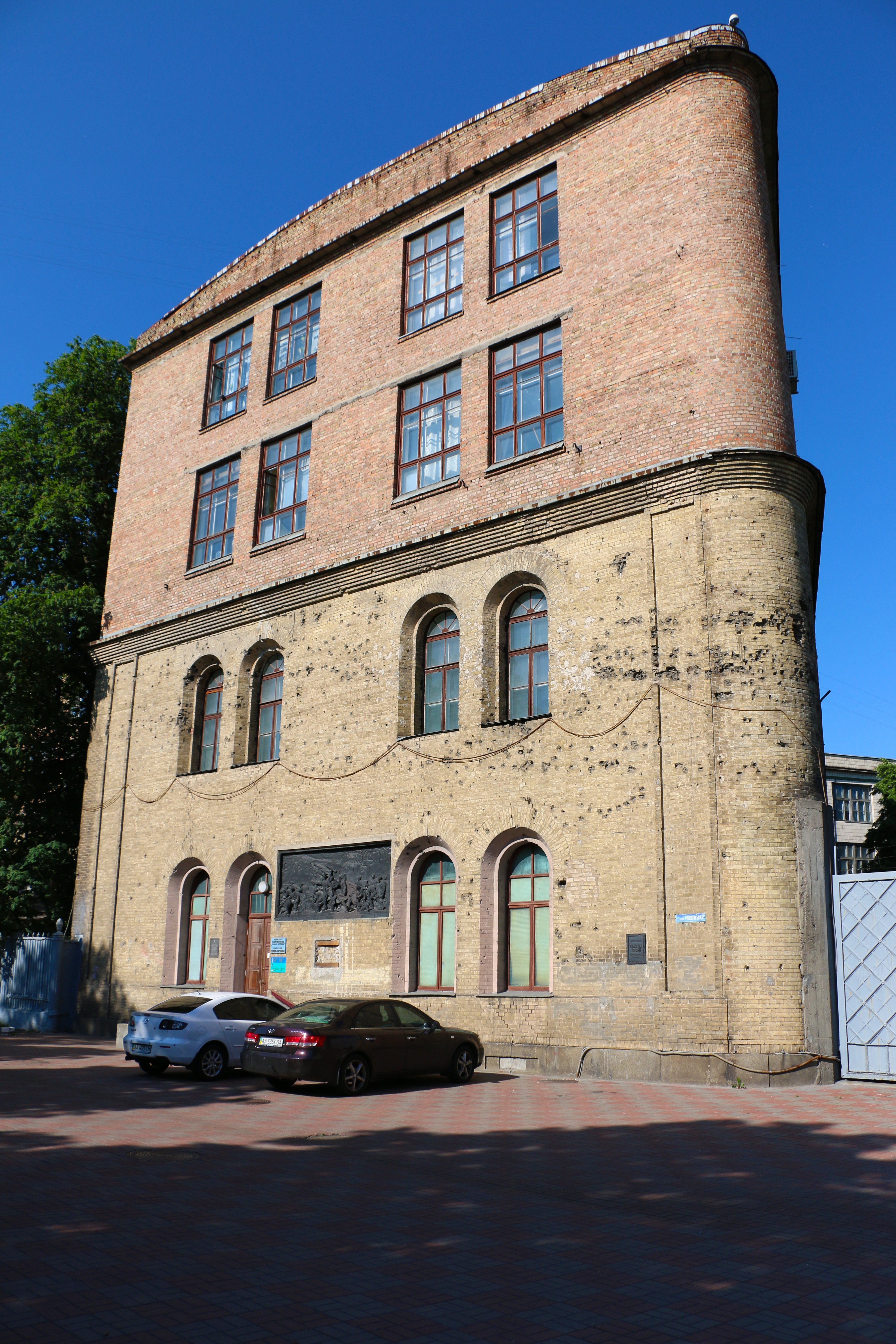
2 rue de Moscou classée
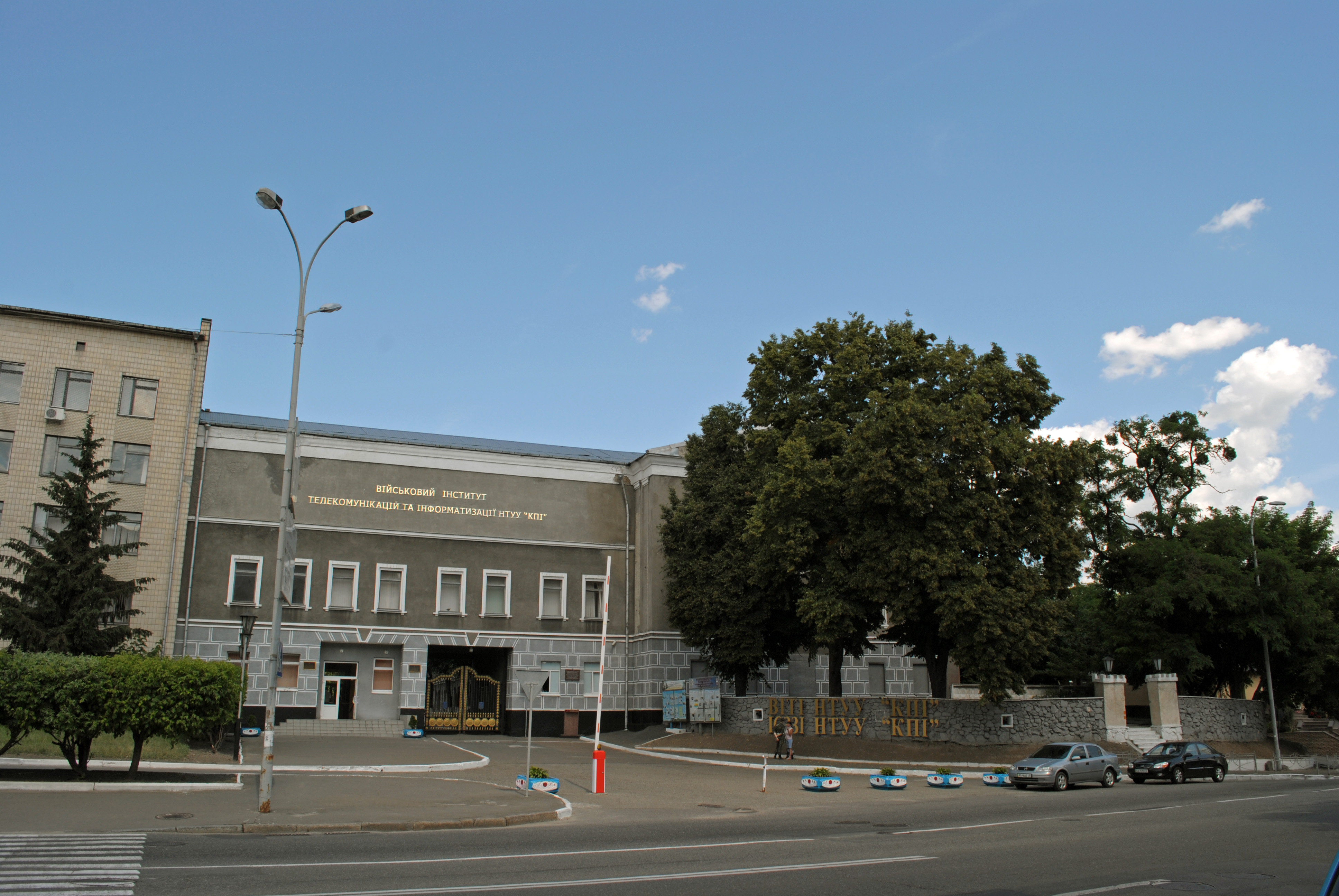
45 rue de Moscou
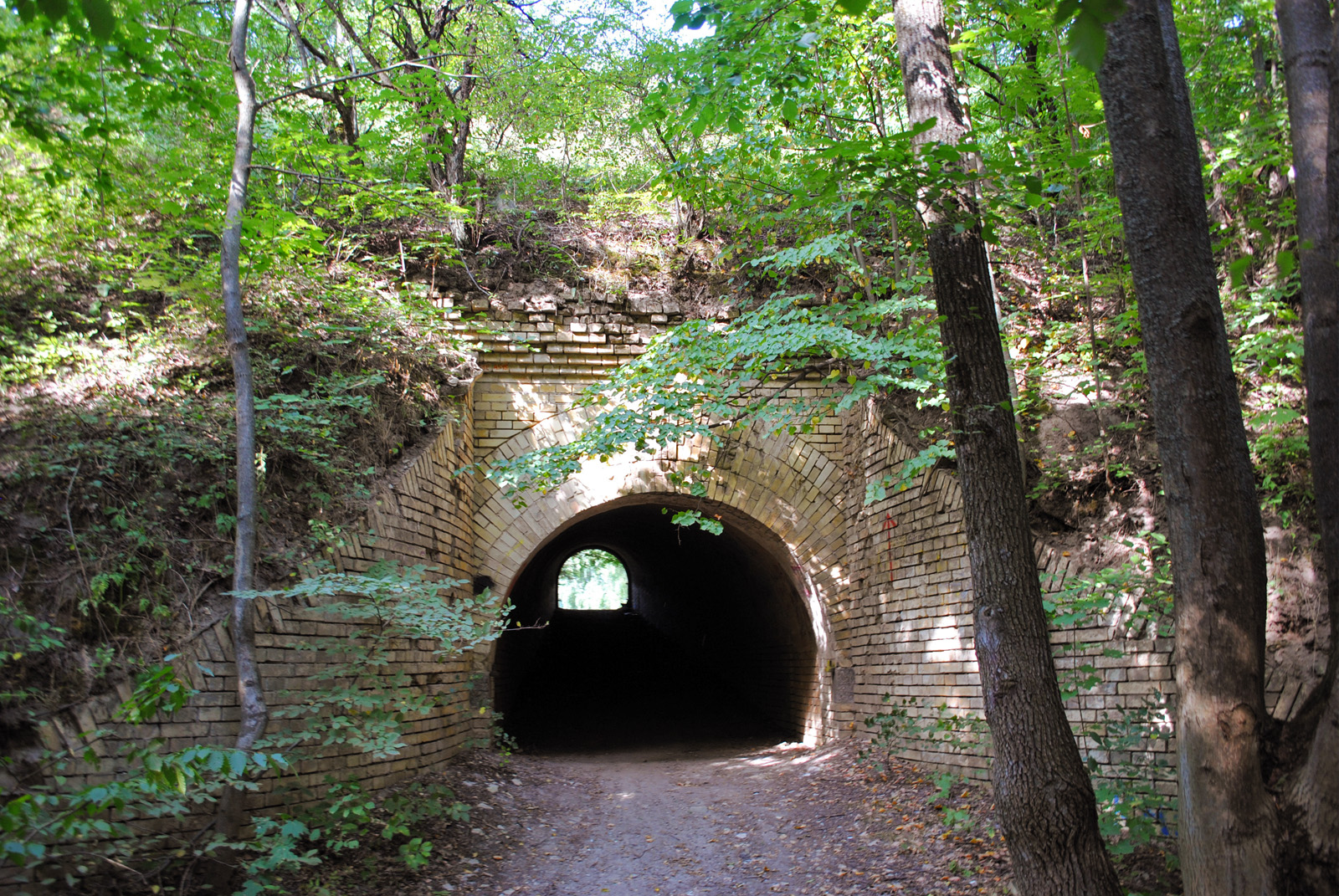
Fort de Lysa Hora
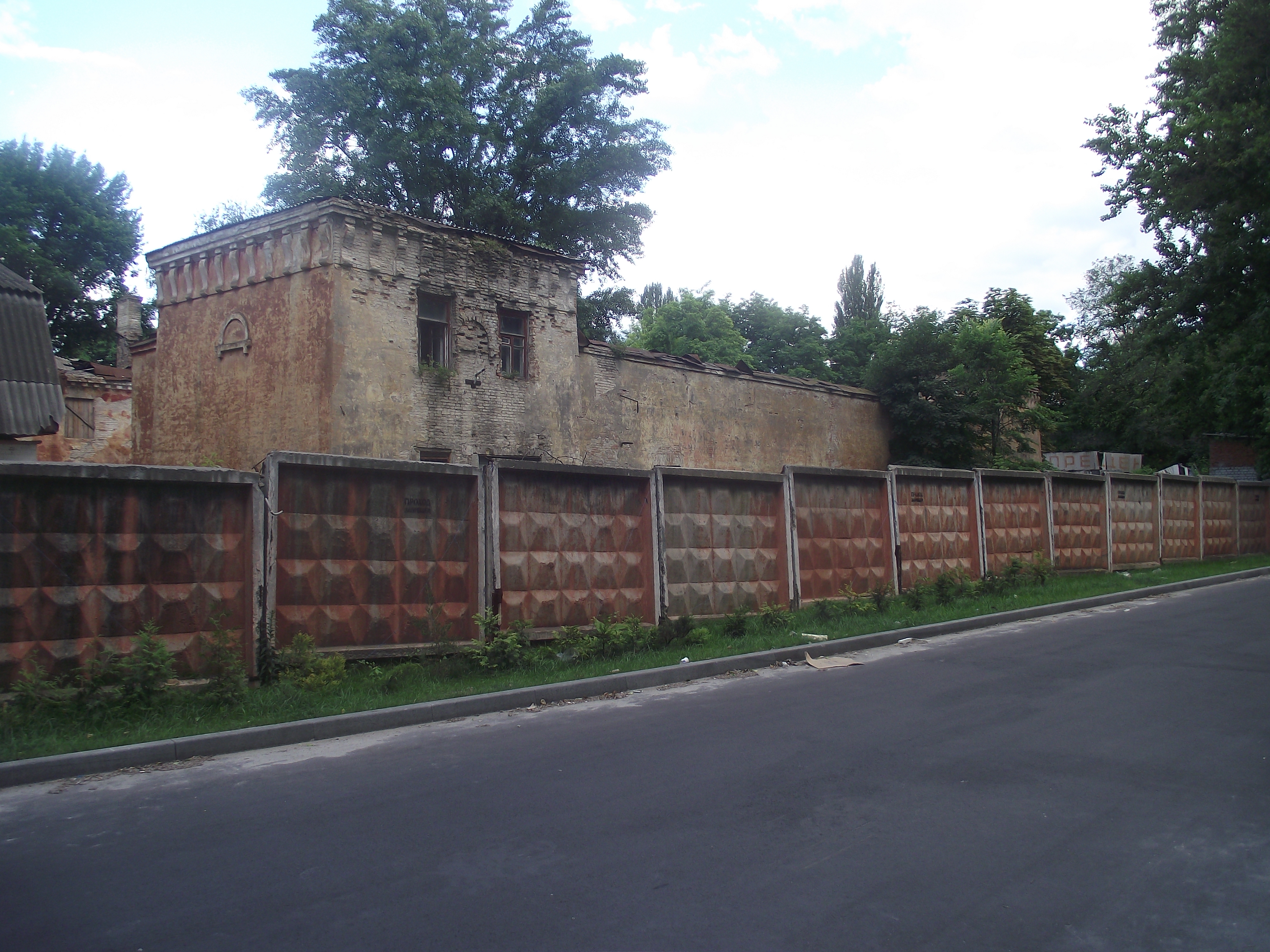
La prison
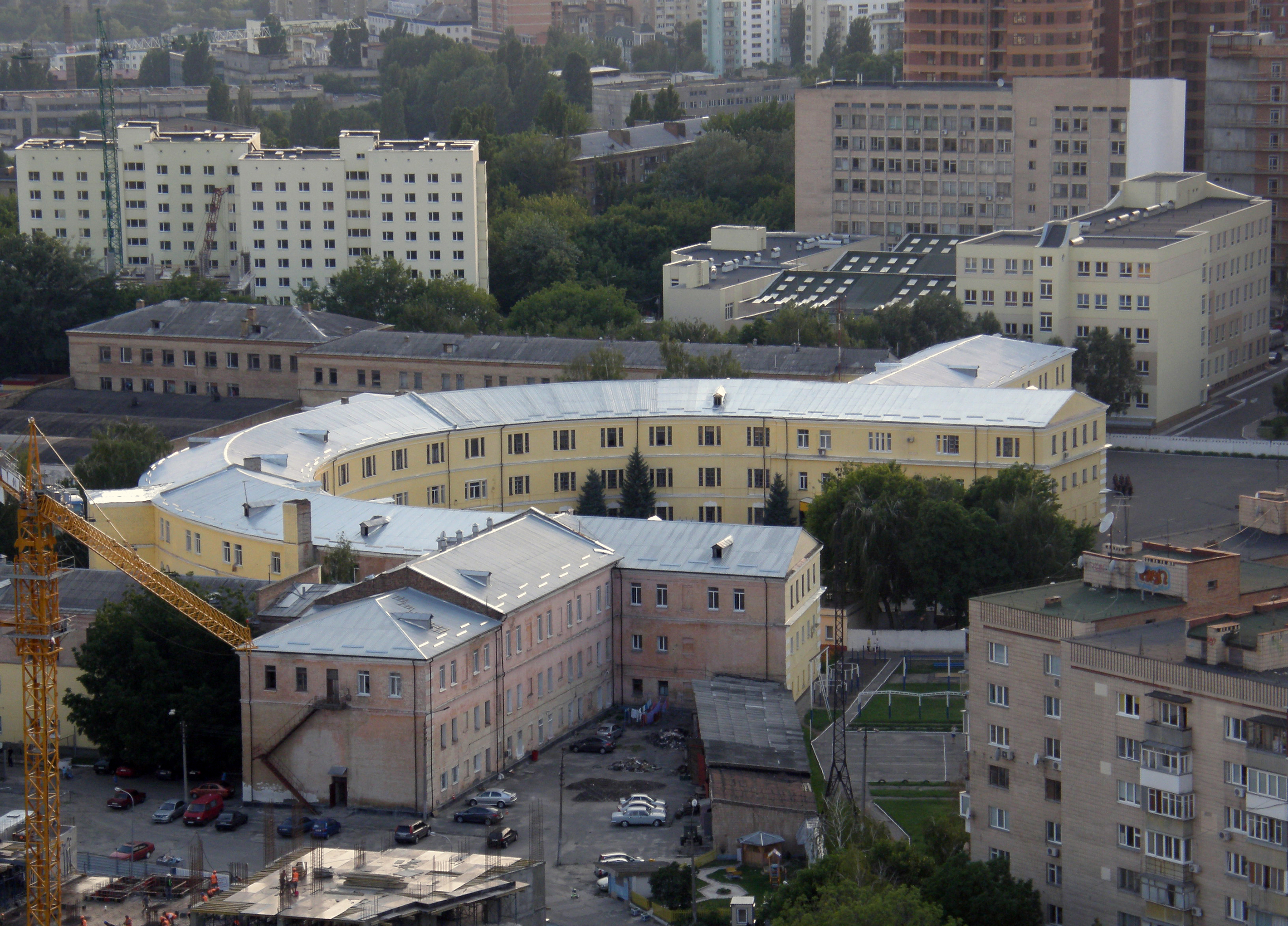
La tour 1
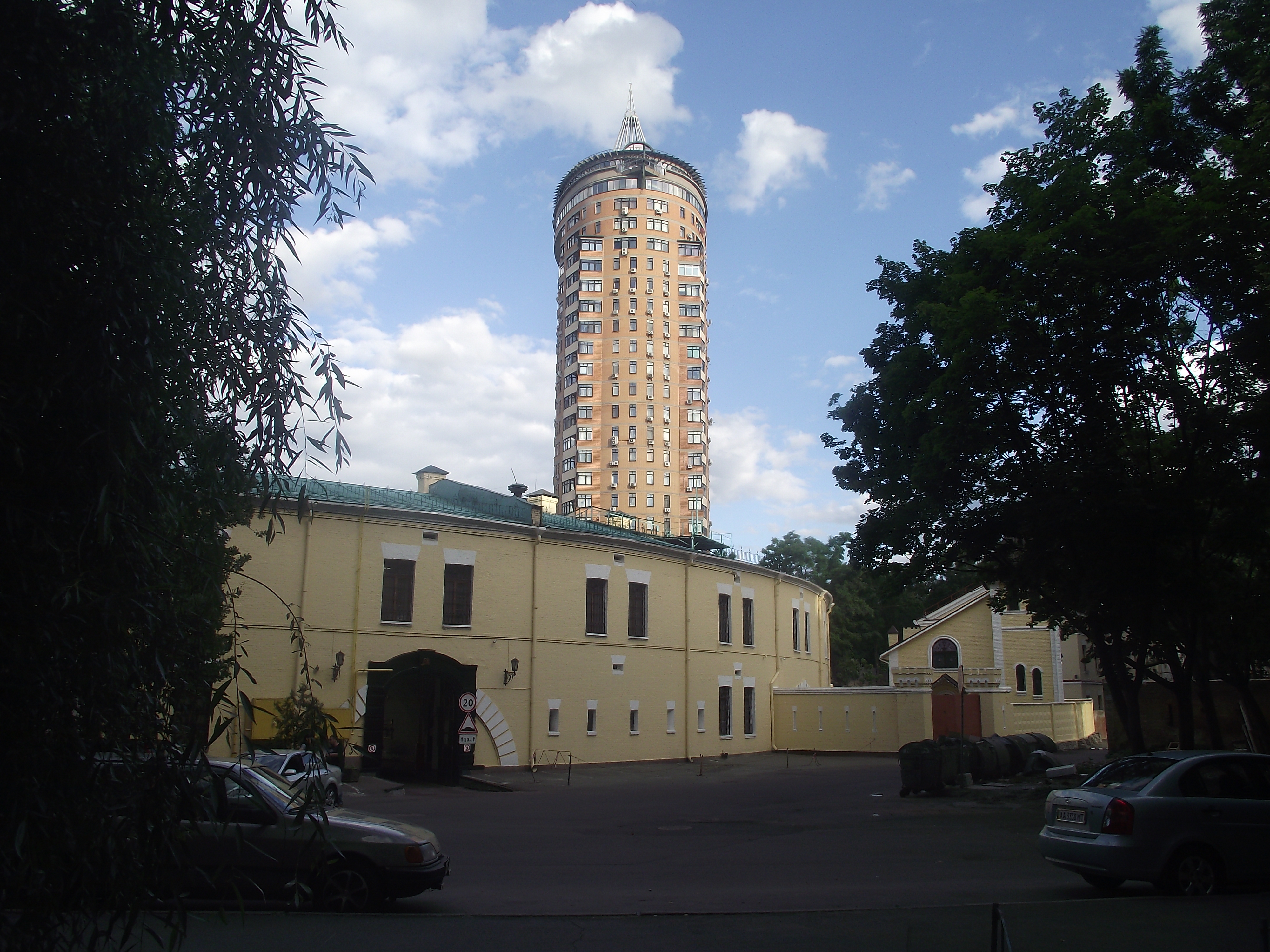
La tour 2 classée
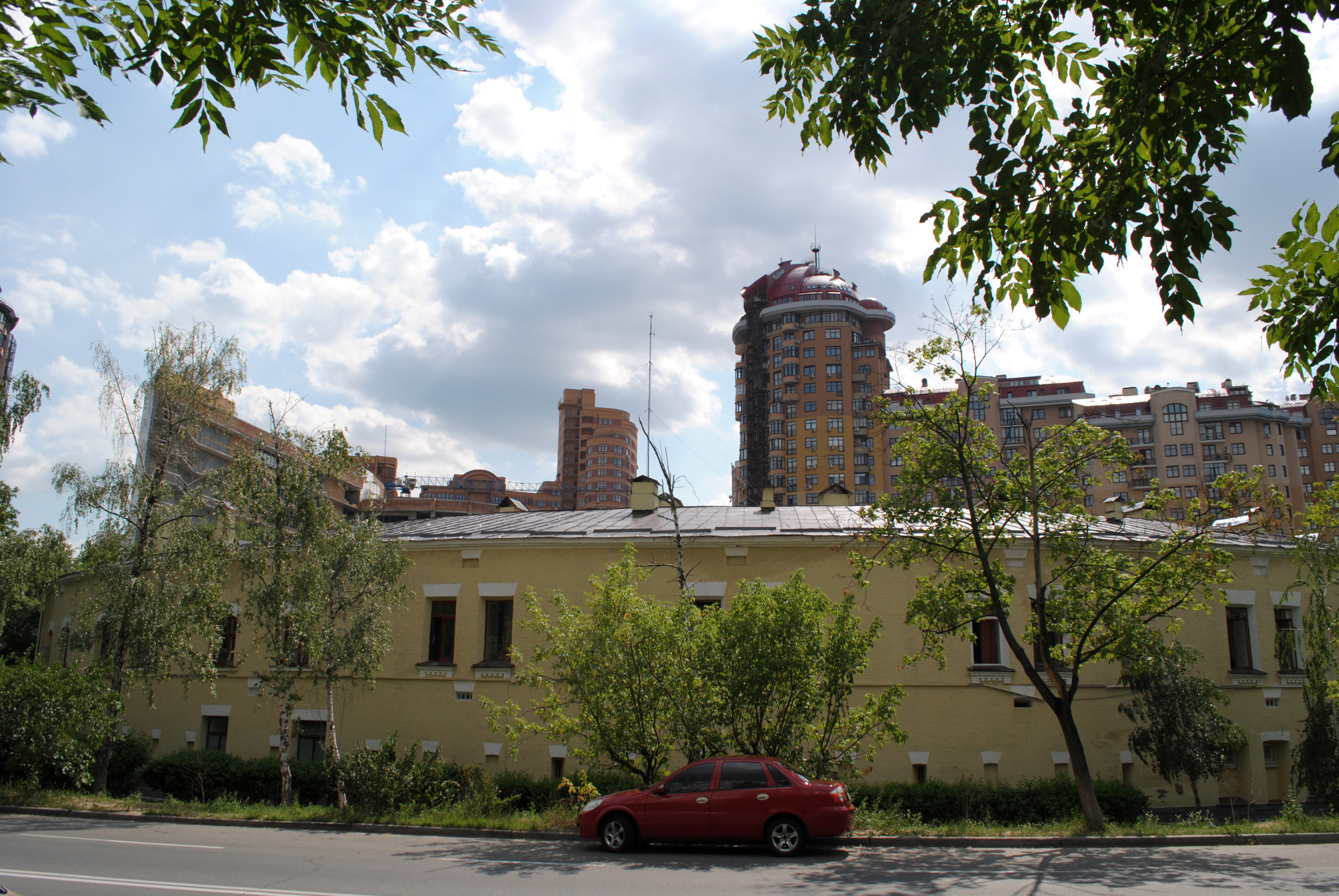
La tour 3 classée
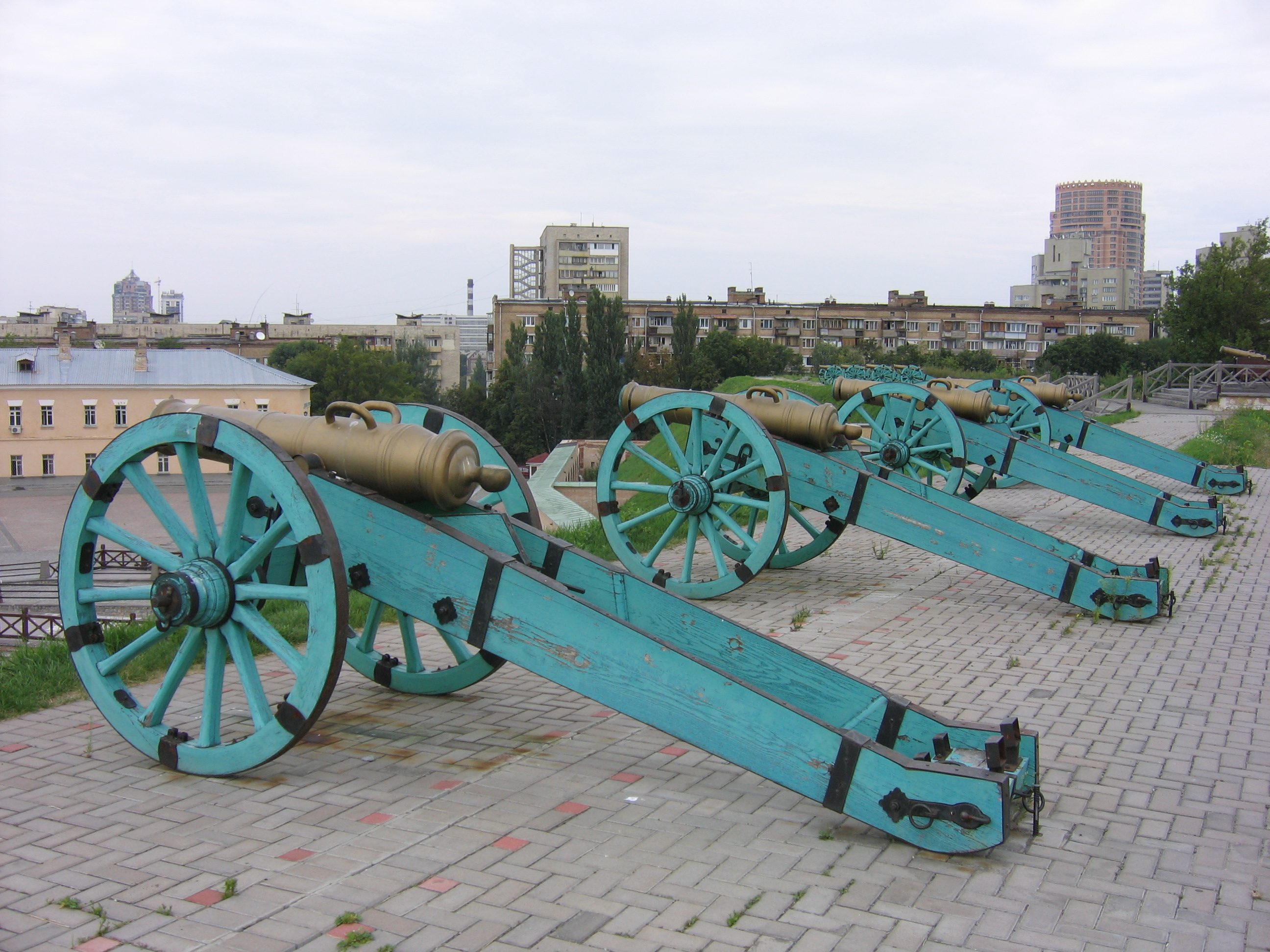
Canons sur le mur de l'hôpital
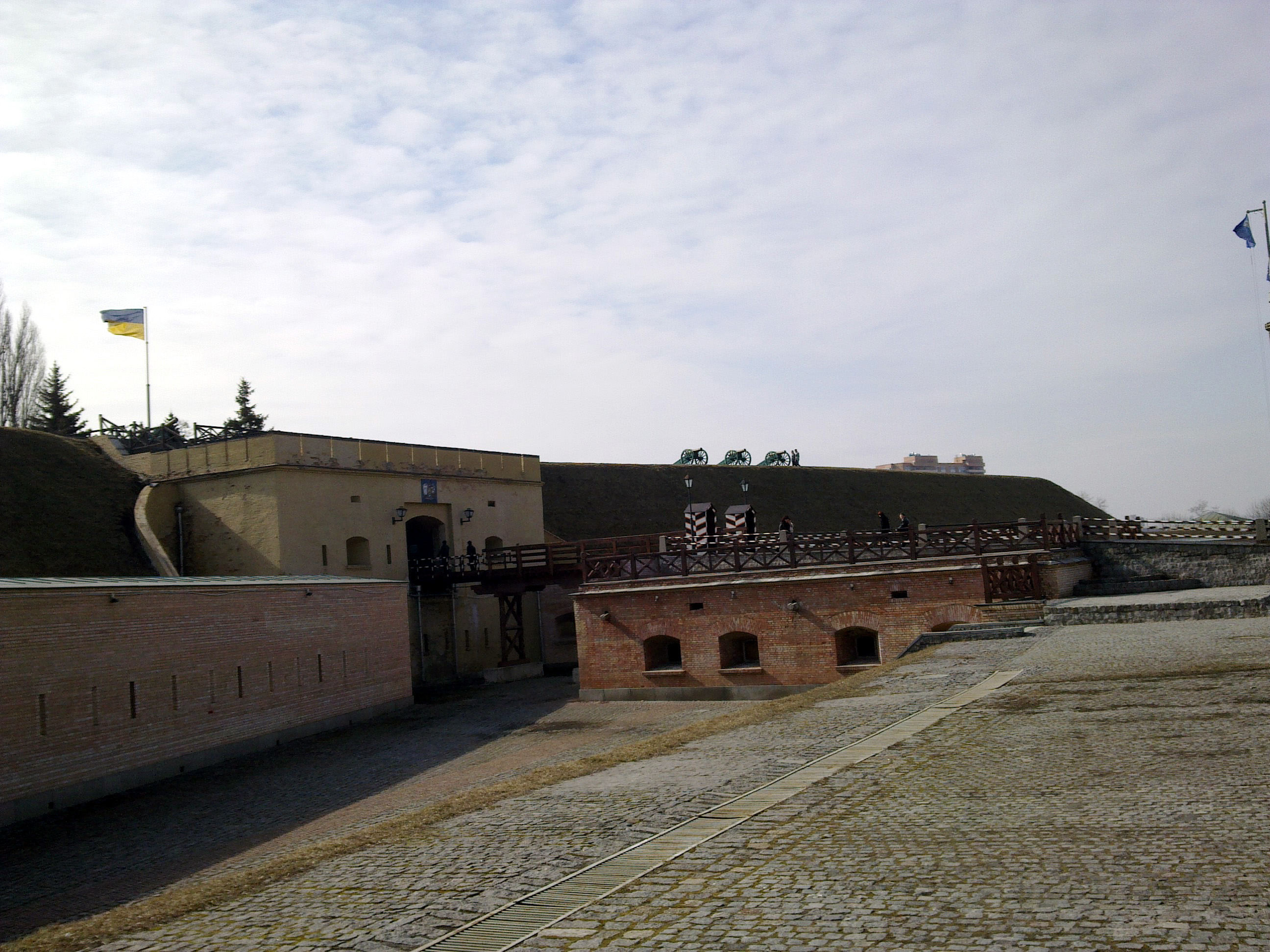
Entrée principale, hôpital, depuis l'est
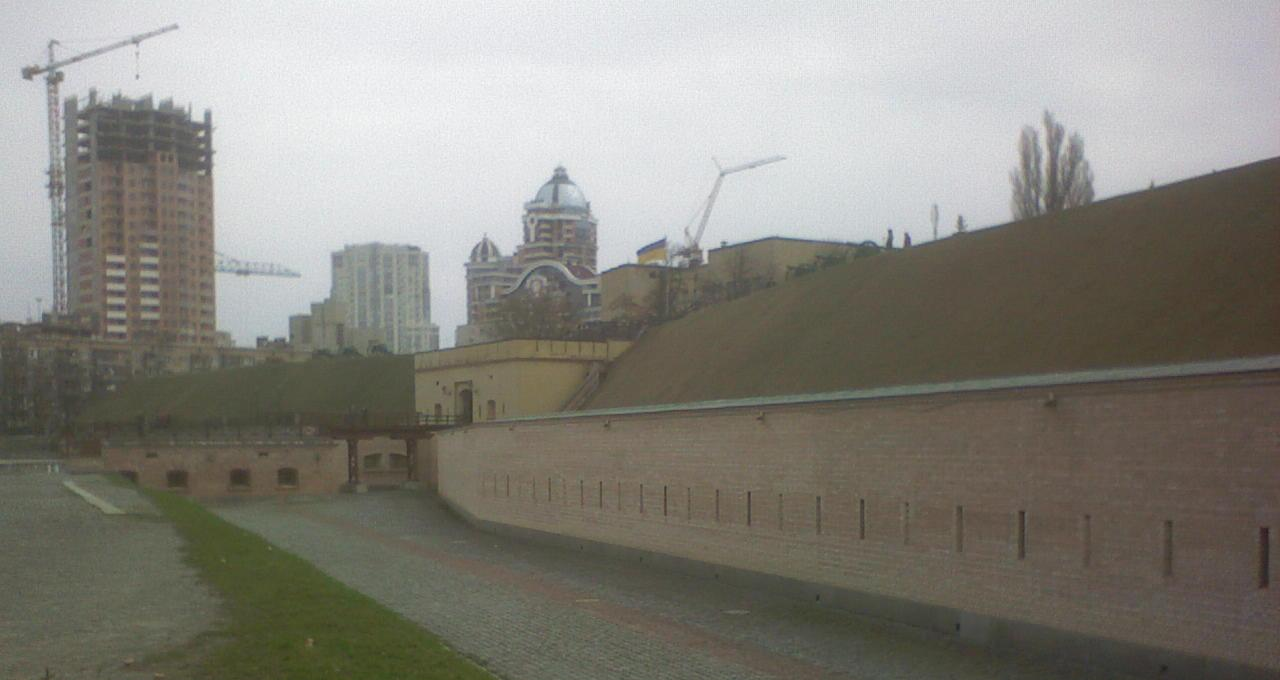
Entrée principale, hôpital classé
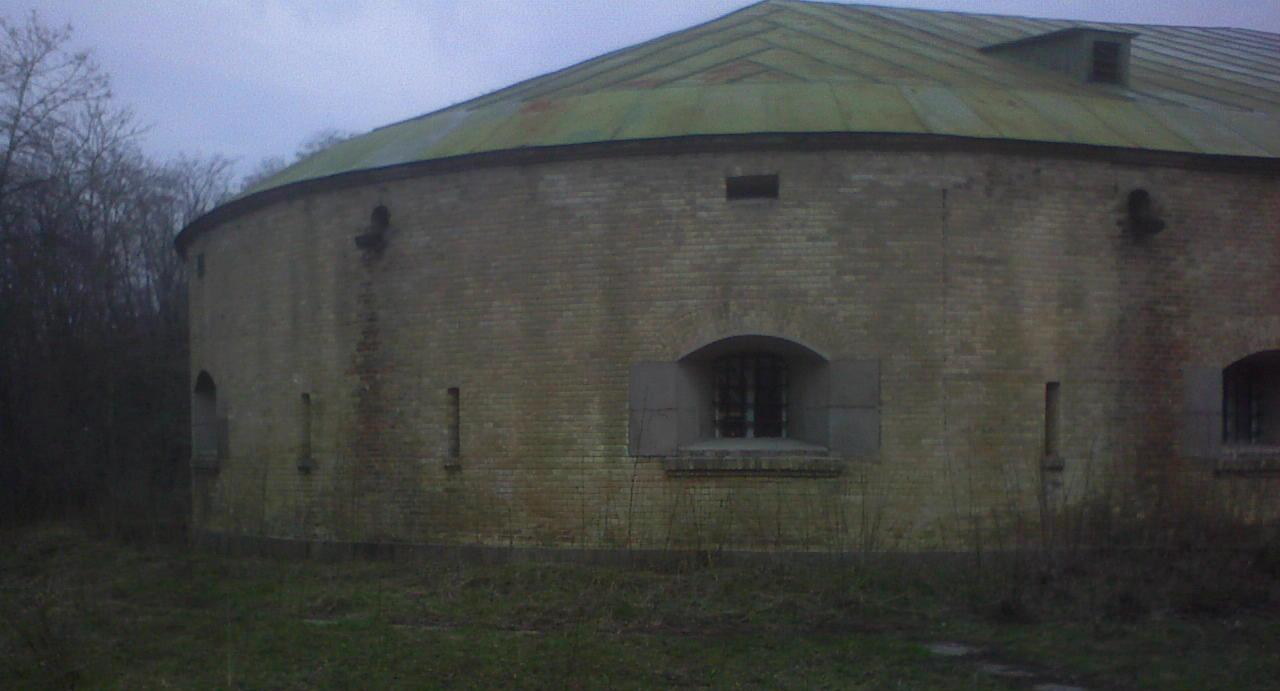
caponnière.